# Pagode Quốc Tự
La pagode Việt Nam Quốc Tự (en vietnamien : Việt Nam Quốc Tự)  est une pagode bouddhiste du 10e arrondissement d'Hô Chi Minh-Ville au Viêt Nam.

## Présentation
Édifiée en 1963, la première pagode est conçue par l'architecte Ngô Viết Thụ, célèbre notamment pour avoir dessiné les plans du Palais de la réunification à Saïgon. 
À l'origine, à cet emplacement s'élevait un stupa de sept étages aux décors sculptés dans le style traditionnel vietnamien, en harmonie avec la nature environnante.
Alors que la superficie originelle du site était bien plus importante lors de son édification, le gouvernement décida en 1975 de réduire le terrain à 3 712 m2 et pour octroyer une partie du terrain pour y bâtir notamment le théâtre de Hoa Binh (vi), visible depuis la pagode actuelle.
En 2014, il est décidé de bâtir une nouvelle pagode et de remplacer le stupa existant par un monument de 13 étages et d'une hauteur de soixante-trois mètres.
La construction de la pagode aux couleurs rouges et ambrées et du stupa aux toitures incurvées vers le haut s’achève en 2018, .
La pagode présente de nombreux symboles du bouddhisme à l'instar de la porte principale à trois entrées et ses quatre piliers, surplombée par deux statues de lion, gardiens de l'entrée des lieux.
Le 31 octobre 2015, l'église bouddhiste vietnamienne de Hô-Chi Minh-Ville a organisé une cérémonie de prière pour couler le bronze du Bouddha Shakyamuni. 
Après environ deux mois de travaux, la statue a une hauteur de 7,5 m et pèse 35 tonnes. C'est la plus grande statue de bronze du Vietnam aujourd'hui.

## Galerie

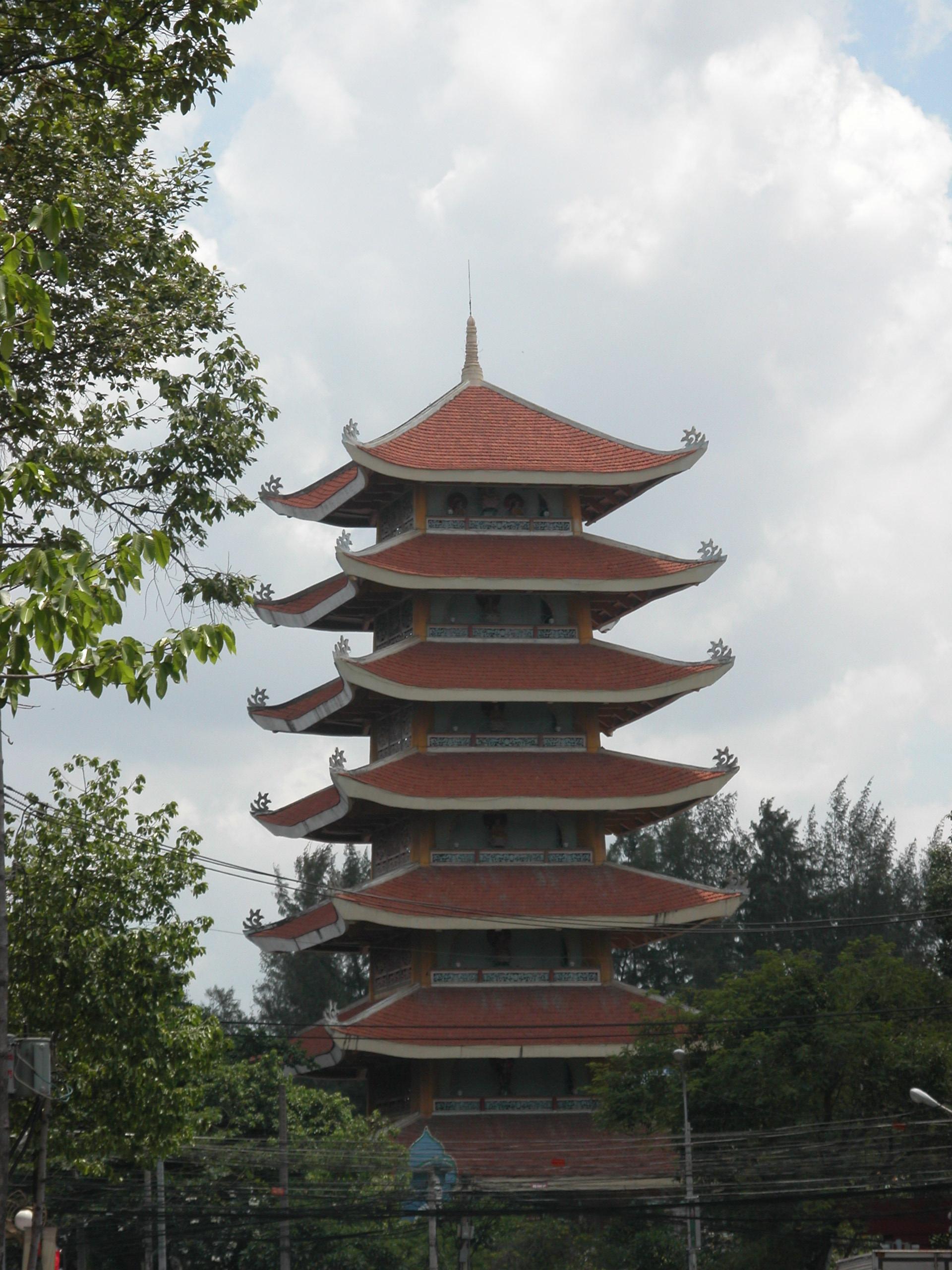